# LVCI 111–119, 130
Az LVCI 111–119, 130 egy szerkocsis gőzmozdonysorozat volt az osztrák-magyar Lombardisch-venetianischen und central-italienischen Eisenbahn-Gesellschaft (LVCI) magánvasút-társaságnál.
A tíz mozdonyt a Parent & Schaken építette 1857 és 1859 között az LVCI—nek. A 11-119, 130 pályaszámokat kapták (más források szerint 106-115). A Déli Vasút kilencet (111-119) besorolt a 21 sorozatába 111-119 SB pályaszámokkal. 1867-ben a kilenc mozdony a Strade Ferrate Alta Italia-hoz (SFAI) került, ahol előbb 718-727, majd 782-791 pályaszámokat kaptak.
Rete Adriatica szerint 3036–3045 pályaszámúak lettek. közülük 1905-ben a 3042 még az FS állományába került FS 3955 pályaszámmal. A többi mozdonyt az RA 1899 és 1904 között selejtezte.

## Fordítás
- Ez a szócikk részben vagy egészben  a   LVCI 111–119, 130 című német Wikipédia-szócikk fordításán alapul.  Az eredeti cikk szerkesztőit annak laptörténete sorolja fel. Ez a jelzés csupán a megfogalmazás eredetét és a szerzői jogokat jelzi, nem szolgál a cikkben szereplő információk forrásmegjelöléseként. Az eredeti szócikk forrásai szintén ott találhatóak.